# Abay (Kazajistán)
Abay (en kazajo: Абай) es una ciudad (desde 1961) localizada en Kazajistán, capital del distrito de Abay, provincia de Karaganda, desde 2002.
Abay fue fundada en 1949 como asentamiento para la extracción de carbón con el nombre de Sherubay-Noora (kazajo: Шерубай-Нұра, ruso: Чурубай-Нура, Churubay-Nura). En 1961, fue rebautizada como Abay, en honor a Abay Qunanbayuli, poeta, compositor y filósofo kazajo.